# Nigatsu-dō
Le Nigatsu-dō (二月堂, « le bâtiment du deuxième mois ») est un des importants édifices du Tōdai-ji, un temple situé à Nara au Japon. Nigatsu-dō se trouve à l'est du grand hall du Buddha sur les pentes du mont Wakakusa. Il inclut plusieurs bâtiments en plus du bâtiment spécifique appelé Nigatsu-dō, et comprend ainsi son propre sous-complexe au sein de Tōdai-ji.

## Histoire

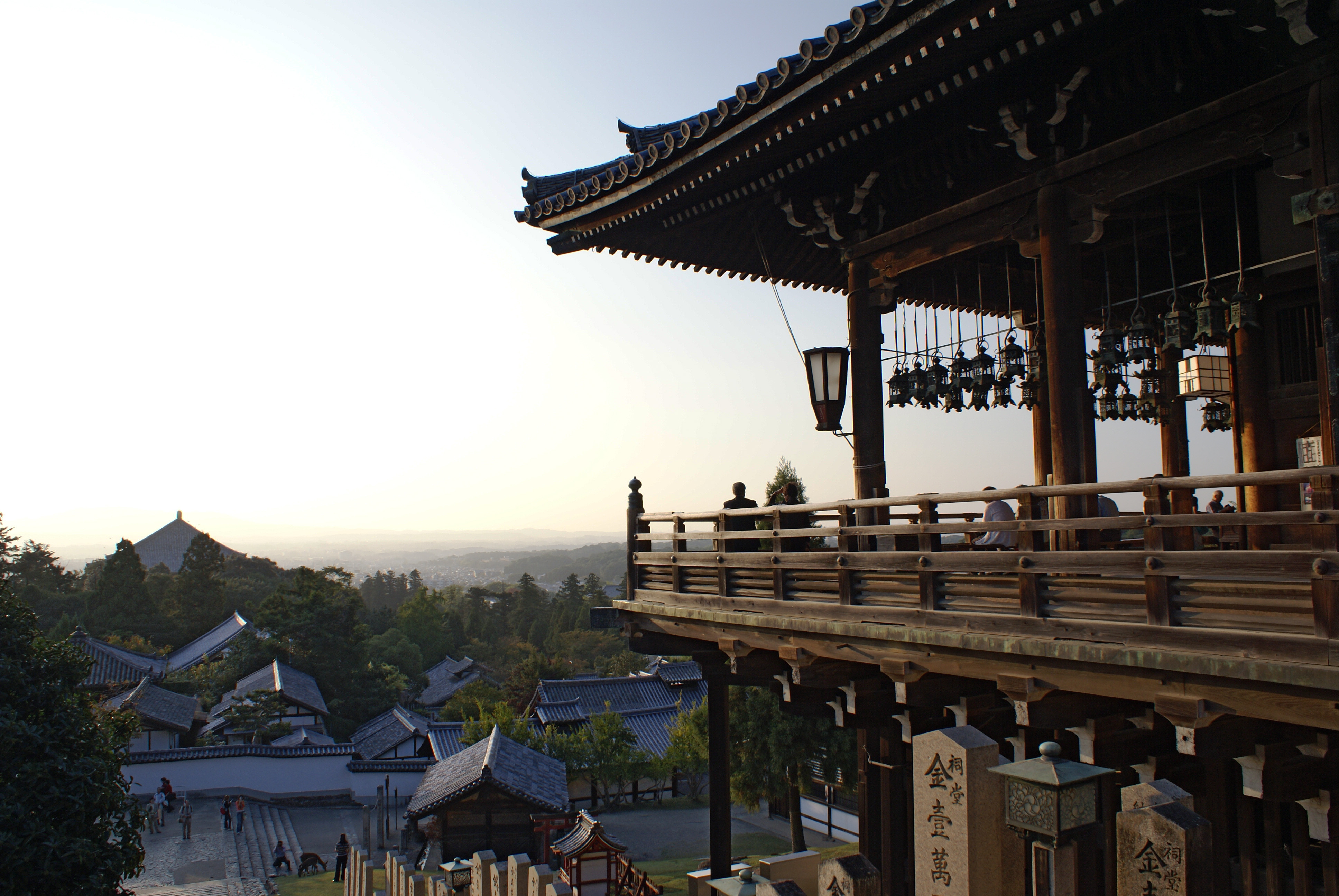
Vue vers la ville de Nara

Nigatsu-dō est fondé par un moine du nom de Sanetada en 752. Jitchū, un moine Bouddhiste disciple de Rōben, introduit en 760 une cérémonie de repentance dédiée à l'image du Bodhisattva à onze visages, Kannon. Ce rite annuel se reproduit sans interruption depuis l'an 760. La cérémonie a fini par prendre le nom de Shuni-e (修二会, lit. « cérémonie du deuxième mois ») parce qu'elle se déroule pendant le deuxième mois du calendrier luni-solaire traditionnel. À présent, elle commence le 1er mars et se termine le 15 du même mois. Omizu-tori, qui signifie « prendre l'eau sacrée », est devenu le nom populaire de la cérémonie.
Alors que la première cérémonie Shuni-e aurait été célébrée par Jichu dans un autre temple en 752, on estime que la construction du bâtiment de Nigatsu-dō n'a été achevée qu'entre 756 et 772.
Bien que le bâtiment a été épargné lors des guerres civiles en 1180 et en 1567 à l'occasion desquelles le Grand Hall du Bouddha a été perdu, il est incendié pendant la cérémonie Shuni-e de 1667. La reconstruction de Nigatsu-do est terminée en 1669.
En 1944, il est choisi par le Japon comme l'un des aspects culturels les plus importants du pays.
L'actuel bâtiment principal du Nigatsu-dō est classé trésor national. Il abrite deux Kannons, un grand et un petit. Chacun est répertorié Hibutsu (秘仏) – « Bouddhas secrets »  – et par conséquent ils ne sont pas exposés au public.

## Architecture
La partie avant du hall surplombe une pente, soutenue par des colonnes sous le plancher en utilisant la technique du kakezukuri (ja).

## Galerie d'images

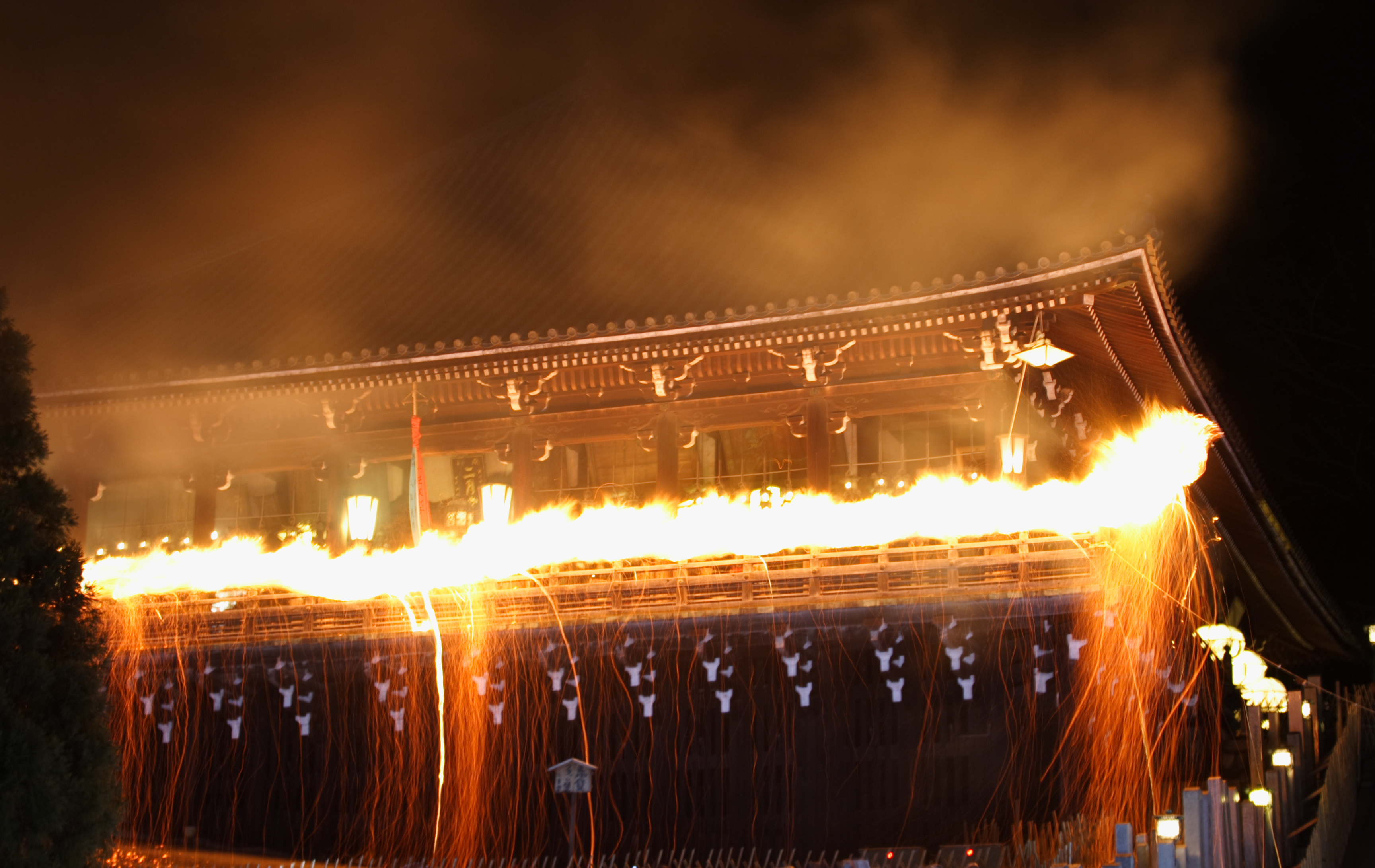
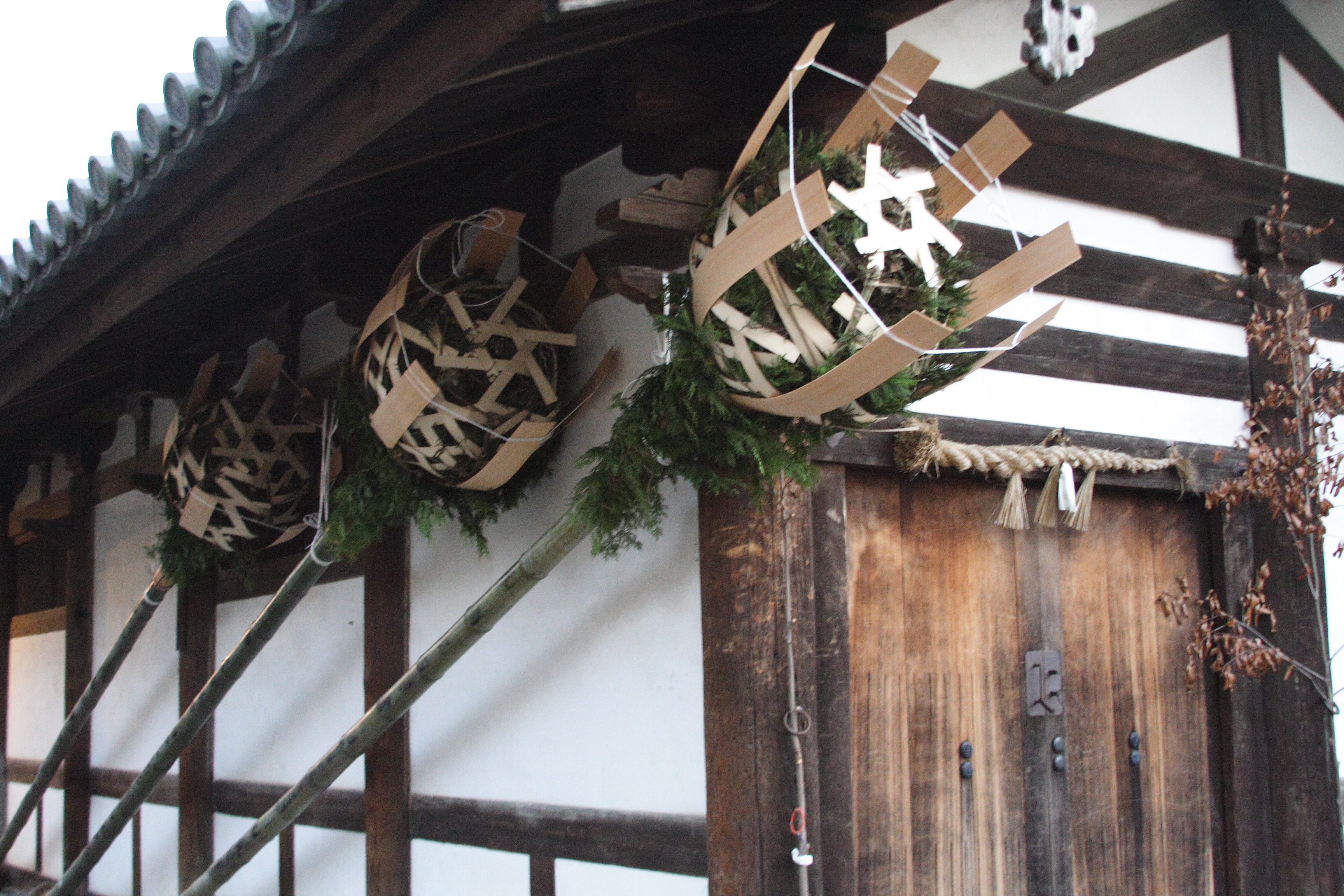
Paniers avant l'allumage des torches
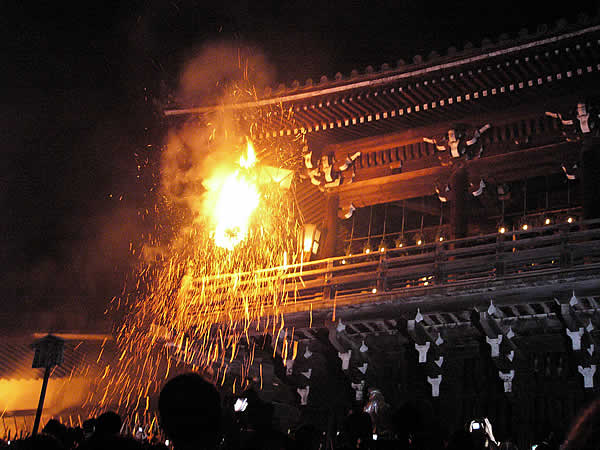

## Sources
Titsingh, Isaac. (1834). Annales des empereurs du Japon.  Paris: Royal Asiatic Society/Oriental Translation Fund of Great Britain and Ireland. OCLC 251800045; see also  Imprimerie Royale de France, OCLC 311322353